# سزكين جوشكون
سزكين جوشكون (بالتركية: Sezgin Coşkun) (23 أغسطس 1984 في تركيا - ) هو لاعب كرة قدم تركي في مركز الدفاع. لعب مع إسكيشهرسبور وغازي عنتاب بي.بي.كي وأيوب سبور وÇorluspor ‏.

## وصلات خارجية
- سزكين جوشكون على موقع اتحاد تركيا (لاعب) (الإنجليزية)
- سزكين جوشكون على موقع قاعدة بيانات كرة القدم.إي يو (الإنجليزية)
- سزكين جوشكون على موقع Soccerway.com (الإنجليزية)
- سزكين جوشكون على موقع عالم كرة القدم.نت (الإنجليزية)